# Luzula seubertii
Luzula seubertii là một loài thực vật có hoa trong họ Juncaceae. Loài này được Lowe mô tả khoa học đầu tiên năm 1856.